# 마이클 레드먼드
마이클 레드먼드(Michael Redmond, 1963년 5월 25일 ~ )는 미국인 프로 바둑기사다. 일본기원 도쿄본원 소속이다. 서양인 중 최초이자 유일한 9단이다.

## 수상 및 경력
- 1963년 5월 25일 미국 캘리포니아 출생
- 1981년 입단 및 초단
- 1983년 2단 승단
- 1984년 대수합 제2부대회 우승,3단 승단
- 1985년 4단 승단,유원배 우승
- 1986년 5단 승단
- 1988년 6단 승단,제27기 일본 십단전(十段戰) 본선진출
- 1989년 대수함 제1부대회 우승
- 1990년 7단 승단, 제5기 NEC 준영토너먼트 준우승
- 1991년 제4회 후지쯔배 세계바둑선수권대회 준준결승전 진출(미국대표)
- 1992년 제17기 일본 신인왕전(新人王戦) 준우승(상대, 고마츠 히데키(小松　英樹) 9단)
- 1993년 제18기 일본 기성전(棋聖戦) 7단전 우승
- 1996년 8단 승단
- 2000년 9단 승단
- 2003년 제28기 일본 작은기성전(碁聖戰) 준결승 진출
- 2016년 이세돌 대 알파고 대국 영어해설